# Бикий хан тюрбе
Бикий хан тюрбе (на македонска литературна норма: Бикиј хан турбе; на турски: Bikiy Han Türbe) е османска гробница, намираща се в град Скопие, Северна Македония.
Тюрбето е разположено в комплекса на Султан Мурад джамия, южно от храма. Изградено е в 964 година от Хиджра (= 1556 - 1557 от Христа), според надписа над входа. В архитектурно отношение принадлежи към типа затворени тюрбета с квадратна основа и купол с тромпи. Изградено е от редуващи се редове камък и тухла - техника, която допринася за красотата на фасадите. В ъглите под тромпите има скулптурна декорация от правоъгълници. Интериорът е бил украсен с растително орнаменти, от които са оцелелли само фрагменти. В тюрбето има пет гроба без надписи. Тюрбето е най-голямото от всички запазени в страната и около него и съседното Али паша тюрбе има гробища с много стари надгробни камъни.